# Главановци (Монтанская область)
Главановци (болг. Главановци) — село в Болгарии. Находится в Монтанской области, входит в общину Георги-Дамяново. Население составляет 70 человек.

## Политическая ситуация
Кмет (мэр) общины Георги-Дамяново — Нина Петкова по результатам выборов.